# Изневяра (филм, 1975)
Вижте пояснителната страница за други значения на Изневяра.
„Изневяра“ (на френски: Le Désir) е френска еротична драма от 1975 година на режисьора Жан-Франсоа Дави с участието на Албен Навизе, Жил Милинер и Орлен Пакин.

## Сюжет
Изабел (Албен Навизе) и Ив (Жил Милинер) са брачна двойка в продължение на седем години, които вече не се разбират много добре. Ив е погълнат от работата си на рекламен агент и е загрижен само за къщата и градината си, оставяйки Изабел на отегчението. Един уикенд те организират парти, канейки куп приятели, между които са бившия любовник на Изабел и бившата любовница на Ив, с цел да изпитат чувствата помежду си. Дали свободомислещата двойка ще се справи с предизвикателството, пред което сама се е изправила?

## В ролите
- Албен Навизе като Изабел
- Жил Милинер като Ив
- Орлен Пакин като Клер
- Жан Рош като Тиери
- Пиер Удрей като Серж
- Наташа Кареноф като Соланж
- Виржини Виньон като Прюне
- Бубуле като Ришар
- Мона Ефтре като Карол
- Жоел Коюр като Сесил
- Иван Жулиен като Франк